# Krzysztof Dymkowski
Krzysztof Dymkowski (ur. 1968) – polski motorniczy, i łowca pedofilów.

## Życiorys
Mieszka we Wrocławiu, gdzie pracował w Miejskim Przedsiębiorstwie Komunikacyjnym. Od 2005 na terenie całego kraju wyszukuje mężczyzn, którzy za pośrednictwem internetu proponują małoletnim poniżej 15 roku życia obcowanie płciowe. Jest współtwórcą serialu Łowca pedofilów emitowanego na kanale Polsat Play. W serialu przedstawia swoje akcje zatrzymywania pedofilów.

## Krytyka
Działalność Dymkowskiego i środowiska tzw. łowców pedofilów wzbudza wątpliwości z punktu widzenia prawa karnego. Przykładowo Mikołaj Małecki zarzuca, że mimo nagannych moralnie motywacji sprawców, z reguły nie popełniają oni przestępstwa, jeśli nie rozmawiali z autentycznymi małoletnimi. Zdaniem policji sprawcy istotnie często są uniewinniani. Małecki dodatkowo twierdzi, że sami łowcy pedofilów nie dopełniają obowiązku niezwłocznego zawiadomienia policji o możliwości popełnienia faktycznego przestępstwa. Przeciągają kontakt, by móc ująć domniemanego sprawcę w świetle kamer. Łowcy pedofilów kreują więc gorący uczynek na potrzeby medialne. Krytycznie ocenia też rolę policji, która mając wiedzę o planowanym obywatelskim ujęciu sprawcy, nie przejmuje inicjatywy, lecz dopuszcza do sytuacji zatrzymania przez tzw. łowców pedofilów. Dochodzi przy tym do linczu oraz ujawnienia wizerunków sprawców, najpewniej bez ich zgody. Zdaniem Małeckiego odpowiedzialność za ochronę małoletnich przed ingerencją seksualną powinna spoczywać na instytucjach państwa.

## Wyroki sądowe

### Rasizm
Dnia 18 maja 2009 r. Sąd Okręgowy we Wrocławiu skazał na pół roku więzienia w zawieszeniu na dwa lata Krzysztofa D., motorniczego MPK we Wrocławiu, który na jednym z komunikatorów internetowych obrażał Romów. Nagranie z jego wypowiedzią zostało zamieszczone w internetowym serwisie filmowym YouTube. Postawiony przed sądem przez prokuratora na wniosek Polskiego Związku Romów, oskarżony Krzysztof D. przyznał się do winy, ale dodał, że rozmówca jakoby go sprowokował. Sędzia Wiesław Rodziewicz uzasadniając wyrok podkreślił, że wypowiadanie jakichkolwiek treści w sieci zawsze jest publiczne. Według prokurator Małgorzaty Dziewońskiej, decyzja wymiaru sprawiedliwości ma charakter precedensowy: „Będzie nauczką na przyszłość dla ludzi, którym wydaje się, że w Internecie można obrażać, nawoływać do nienawiści, grozić. Dzisiejszy wyrok daje jasną odpowiedź”. Wyrok skazujący podtrzymał 11 września 2009 roku również Sąd Apelacyjny. Magazyn „Nigdy Więcej” został poinformowany o rasistowskich zachowaniach D. przez innych pracowników wrocławskiego MPK, którzy nie godzili się na jego ksenofobiczną działalność. Uczestniczyli również aktywnie w procesie sądowym.

### Pomówienia i znieważenia
W lutym 2024 roku został prawomocnie skazany na karę trzech miesięcy ograniczenia wolności polegającej na wykonywaniu prac społecznych, sąd nakazał nadto uiścić nawiązkę na rzecz pokrzywdzonego w wysokości 20 tys. zł, a także publikację wyroku na facebookowym profilu programu „Łowca pedofilów” przez okres jednego miesiąca. Sprawa dotyczyła sytuacji z maja 2021 roku, kiedy Krzysztof Dymkowski znieważył mężczyznę na jednej z klatek schodowych w Katowicach, nazywając go „pedofilem”. Uznano to za poniżenie i narażenie na utratę zaufania potrzebnego do wykonywania zawodu, co stanowi przestępstwo z art. 212 i 216 kodeksu karnego.